# Koti (Arménie)
Pour les articles homonymes, voir Koti (homonymie).
Koti (en arménien Կոթի ; jusqu'en 1964 Kotigegh, puis jusqu'en 1992 Shavarshavan) est une communauté rurale du marz de Tavush, en Arménie. Elle compte 2 270 habitants en 2008.